# Kleinkastell Hienheim
Das Kleinkastell Hienheim (auch Feldwache Hienheim) war eine römische Fortifikation des Rätischen Limes, der im Jahre 2005 den Status des UNESCO-Weltkulturerbes erlangte. Das Kleinkastell liegt rund 50 Meter südlich der römischen Reichsgrenze und wurde erst 1979 durch die Luftbildarchäologie entdeckt und dokumentiert. Es befindet sich heute auf der Gemarkungsfläche des Pfarrdorfs Hienheim im Landkreis Kelheim, Bayern.

## Lage
Hienheim ist der letzte direkt am Obergermanisch-Rätischen Limes gelegene Truppenstandort und bildet zusammen mit dem Kastell Eining dessen östlichste Flanke. Eining, das römische Abusina, könnte für das Kleinkastell eine wichtige Rolle gespielt haben. Möglicherweise wurden Hienheims Wachsoldaten von dem nur rund drei Kilometer südlich gelegenen Kohortenkastell Abusina abgestellt.
Die kleine Militärstation liegt in einer kleinen Senke, die nach Westen, Norden und Osten ansteigt. Richtung Südosten öffnet sich das Land und fällt zur nicht weit entfernten Donau hin ab. Zum Limes hin und darüber hinaus steigt die durch geologische Erosion entstandene Senke nach Nordwesten hin auf rund 390 Meter an und verjüngt sich dabei stetig. Die sie angrenzenden Hügel überschreiten dabei teilweise eine Höhe von 430 Metern. Durch die sich in diesem Bereich des Limes zum Barbaricum hin entwickelnde höher gelegene Hügellandschaft war eine Fernsicht ins Vorland der Grenzanlagen für die Soldaten von Hienheim nicht möglich. Und auch nach Westen blieb die Sicht stark eingeschränkt, da der von dort kommenden Limes aus einer Höhe von rund 400 Metern in die Senke des Kleinkastells auf rund 376 Meter herabgeführt wurde. Lediglich nach Osten konnte der Limesverlauf weiter verfolgt werden, da hier der Geländeanstieg wesentlich flacher und geringer ausfiel. Hienheims Soldaten konnten durch diese Einschränkungen den nahegelegenen Limes lediglich auf einer Länge von rund 700 Metern überwachen. Sichtverbindung bestand zu den nächstgelegenen Wachtürmen Wp 15/44 und Wp 15/46. Digitale Geländemodelle zeigen, dass bei einer angenommenen Wehrmauerhöhe von fünf Metern in Hienheim das Kastell Abusina – im Gegensatz zu älteren Mutmaßungen – nicht einsehbar war. Eine Funktion als Signalstation zwischen Limes und Abusina hat Hienheim damit nicht eingenommen. Offenbar sollte an dieser Stelle dem Feind gegenüber lediglich römische Präsenz gezeigt werden und bei einem begrenzten Angriff ein Aufhalten zumindest bis zum Eintreffen der Einheiten aus Abusina möglich sein.

## Forschungsgeschichte

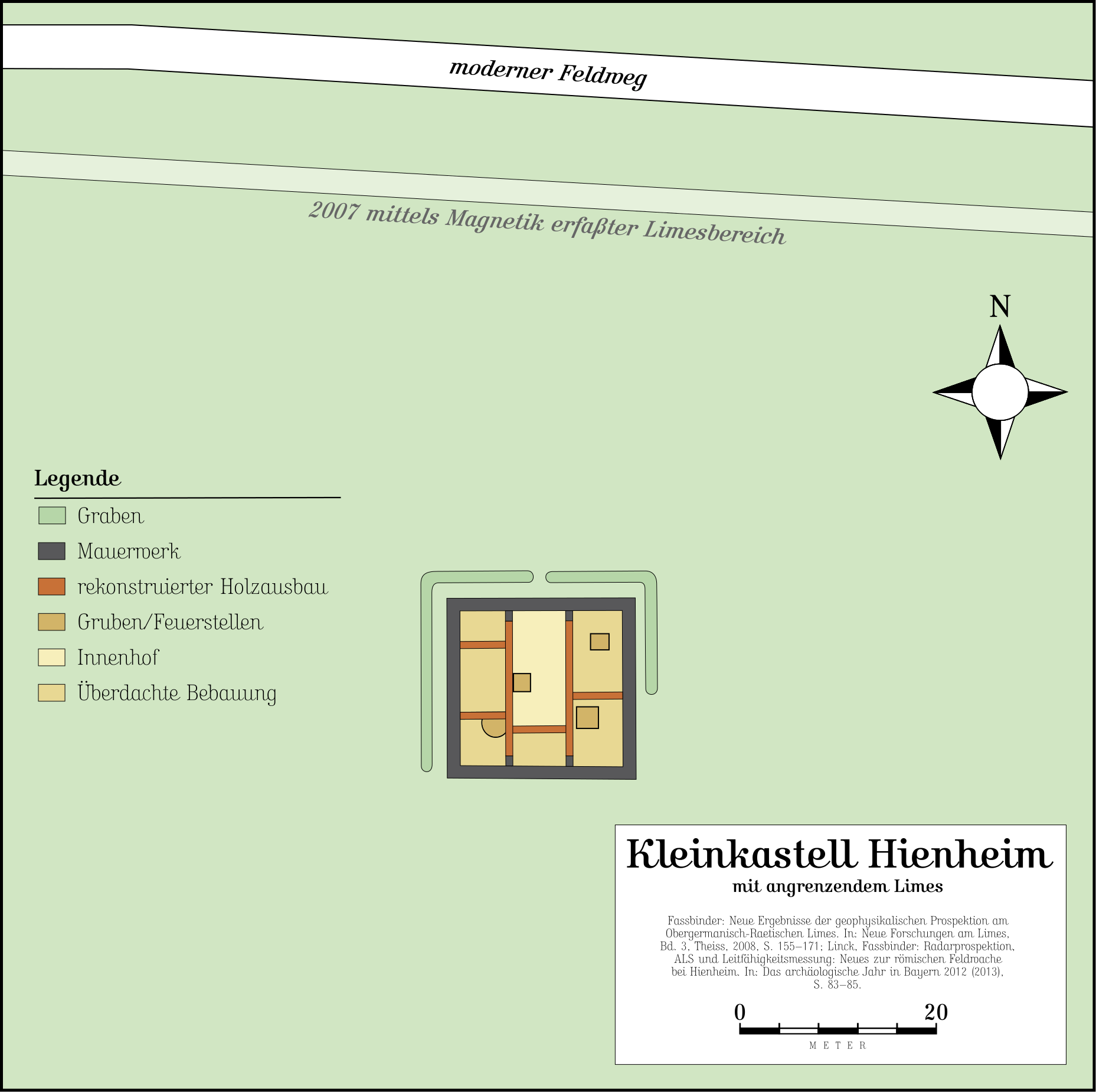
Hienheim mit dem Limesverlauf nach den wissenschaftlichen Untersuchungen von 2007 und 2012.

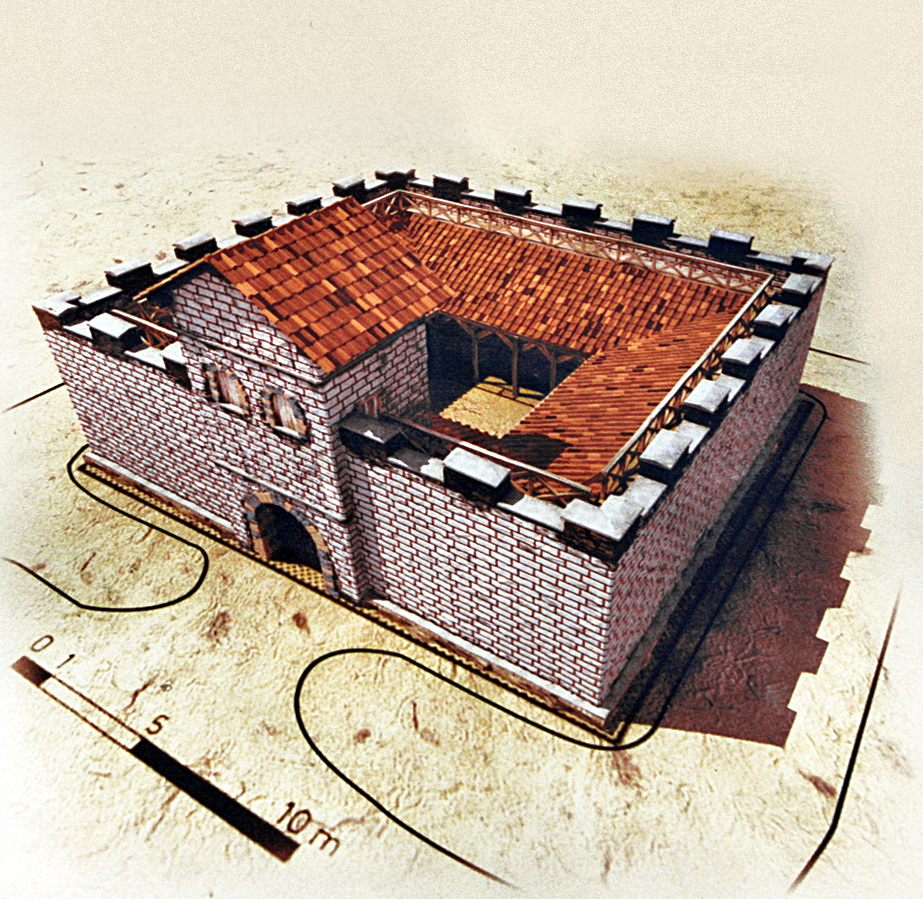
Das offensichtlich sehr ähnlich konstruierte Kleinkastell am Hinteren Schloßbuck.

Schon in den 1930er Jahren spekulierten Mitarbeiter der Reichs-Limeskommission über einen möglichen römischen Wachposten, der sich in diesem Bereich – rund zwei Kilometer von der Ortschaft Hienheim entfernt – befunden haben könnte. Diese Mutmaßung hatte ihre Ursache in der ungewöhnlich weiten Entfernung zwischen den beiden Wachtürmen Wp 15/44 und Wp 15/46, die bei 1210 Metern lag. Versuche, diesen Wachposten aufzufinden, scheiterten damals. Erst um 1975 kam rund 50 Meter südlich des Limes beim Pflügen einer landwirtschaftlichen Fläche eine Mauerstruktur von zehn Metern Länge aus dem Boden. 1979 wurden die sich deutlich abzeichnende Fundamente sowie das Grabenwerk erstmals durch die Luftbildarchäologie festgehalten und in der Folge immer wieder dokumentiert. Vor Einführung der digitalen Technik und dem Entzerren der Luftbilder wurde Hienheim jedoch als Wachturm (Wp 15/45) fehlinterpretiert. Im Vorfeld einer ersten, 2007 angesetzten geophysikalischen Prospektion, fand eine Luftbildentzerrung statt, durch die erstmals der Gedanke an ein Kleinkastell aufkam. Mit der 2007 erfolgten Widerstandsmessung und Magnetometerprospektion lagen dann die grundlegendsten Daten zum Aussehen dieser Befestigung vor. Dennoch blieb nach Auswertung der gesammelten Daten noch viel Interpretationsspielraum. Daher fand im Frühjahr 2012 eine weitere Untersuchung mit dem Bodenradar statt. Es konnte dokumentiert werden, dass die noch erhaltenen Befunde in einer Tiefe zwischen 0,40 und 1,10 Metern lagen. Da das Kleinkastell heute auf landwirtschaftlich intensiv genutztem Boden liegt, ist es akut in seiner Existenz bedroht. Dies bestätigte auch die elektromagnetische Feldbegehung von 2012. Über einer Tiefe von 0,40 Metern zeigten die Radargramme lediglich verpflügten Mauerschutt, der auch an der Oberfläche in Form von Kalksteinbrocken zu Tage kam. Eine klassische Ausgrabung hat an diesem Ort bisher nicht stattgefunden.

## Baugeschichte
Kleinkastelle gehörten neben den Türmen zu den wesentlichen Stützpunkten der römischen Truppe direkt hinter dem Limes. Die nahezu quadratische Wehranlage von Hienheim umschließt 16 × 16 Meter. Sie orientiert sich mit ihrem Mauergeviert genau an den Haupthimmelsrichtungen. Ihre Prätorialfront, die dem Feind zugewandte Seite des Lagers, ist nach Norden, zur Grenze hin ausgerichtet. Dort befand sich der einzige Zugang. Die Umfassungsmauer besitzt eine Stärke von einem Meter. Somit beträgt die Nutzfläche innerhalb des Kleinkastells 225 Quadratmeter. Als Annäherungshindernis besaß das Kleinkastell vor der Berme einen singulären Graben mit einer Breite von einem Meter, der vor dem Tor aussetzte. Dieser wurde jedoch nur an der Prätorialfront sowie an der West- und Ostflanke ausgehoben. An der Dekumanseite, der rückwärtige südlichen Lagerseite, lässt sich kein Graben erkennen, was verschiedene Deutungen zulässt. Die Messungen von 2012 belegten, dass die Wehrmauer – im Gegensatz zum Grabenwerk – keine abgerundeten Ecken besaß. Mit Ausnahme der massiven Wehrmauer waren alle Gebäude im Inneren in Holzbauweise errichtet; ohne Ausgrabung lassen sich ihre Strukturen jedoch nicht klar erkennen. Deutlich wird jedoch, dass sich die an die Wehrmauer gelehnte Innenbebauung in einem zum Tor hin offenen Karree um einen rechteckigen Innenhof gruppiert, wie dies bei anderen, archäologisch ergrabenen Kleinkastellen belegt ist.

## Limesverlauf vom Kleinkastell Hienheim bis zum Donauufer

Die Lage von Wp 15/46 und Wp 15/47

Nördlich von Hienheim verläuft die römische Reichsgrenze von Wp 15/46 bis Wp 15/47. Kurz darauf erreicht der Obergermanisch-Raetischer Limes die Donau und damit sein Ende. Die anschließende Grenzlinie gehört zum Donaulimes. Dieser bis in die Spätantike bestehende Limes folgte nach dem Rückzug aus den Provinzen Dakiens 271 im Wesentlichen dem südlichen Flussufer bis zum Schwarzen Meer (Pontus Euxinus). Die Landschaft südlich des Kleinkastells ist durch eine sanfte, teils bewaldete Höhe gekennzeichnet, die zur Donau (Danuvius) hin abfällt und dort von teils sumpfigen Auen geprägt ist. Die Höhe erreicht knapp über 380 Meter, die Donau liegt bei rund 342 Metern. Der Schuttwall des Limes ist in diesem Abschnitt schlecht erhalten. Bei seinem Abstieg in die Donauniederung nach Wp 15/46 läuft er flach aus und verschwindet. Die Ausbaumaßnahmen für den Limes begannen während der zweiten Hälfte der Regierungszeit Kaiser Hadrians (117–138) mit der Errichtung hölzerner Wachtürme. In den Jahren um 165 erfolgte der Bau einer hölzernen Palisade. Im Zuge dieses Ausbaus oder einige Zeit später errichtete man die Steintürme, welche um 205 mit der Limesmauer verbunden wurden. Dies zeigen dendrochronologische Untersuchungen am hölzernen Unterbau der Rätischen Mauer nördlich des Kastells Dambach.
| ORL       | Name/Ort                         | Beschreibung/Zustand |
| --------- | -------------------------------- | --- |
| KK        | Kleinkastell Hienheim = Wp 15/45 | siehe oben |
| Wp 15/46  |                                  | Der Limes verläuft seit Wp 15/34 leicht nach Südosten abfallend in östliche Richtung. An den heute kaum auszumachenden Überreste des 4,5 × 4,8 Meter umfassenden Steinturms Wp 15/46 lässt sich ein leichter Knick erkennen. Von dort aus ist die Rätische Mauer fast genau eine West-Ost-Achse eingemessen worden. Wie die Reichs-Limeskommission (RLK) feststellen konnte, stand der Turm mit seiner Front in nördliche Richtung. An seinen nordwestlichen und nordöstlichen Ecken war nachträglich die Limesmauer angebaut worden. Rund fünf Meter westlich des Steinturms lag der ältere Holzturmhügel, der fast in der Mitte von der Limesmauer durchschnitten wird. Bei Wp 15/46 wurde ein in rustikaler Blockbauweise errichteter Aussichtsturm aufgestellt, der jedoch kaum etwas mit den einst am Obergermanisch-Raetischen Limes stehenden Holzwachtürmen gemeinsam hat. Von Wp 15/46 aus bestand Sichtverbindung zum südlich gelegenen Wachturm auf dem Weinsberg am rechten Donauufer und von dort zum Kastell Eining. |
|           | „Hadrianssäule“                  | Zur Erinnerung an das nahe Limesende und an die römischen Kaiser Trajan, Hadrian und Probus, welche nach damaliger Lehrmeinung den Limes errichtet haben sollen, ließ der bayerische König Maximilian II. 1861 einen Gedenkstein setzen. |
| Wp 15/47  |                                  | Der durch die Forschung bekannte, schon bei der Auffindung fast gänzlich beseitigte Steinturm ist heute nicht mehr zu sehen. Von Wp 15/47 aus bestand ebenfalls Sichtverbindung zum Wachturm auf dem Weinsberg. |
| Limesende | nördliches Donauufer             | Die RLK konnte den Endpunkt der Limesmauer feststellen. Dabei wurde deutlich, dass sie sich in Form einer enggesetzten Pfostenreiche dem Donauufer weiter näherte. |

## Denkmalschutz
Das Kleinkastell Hienheim und die erwähnten Anlagen sind geschützt als eingetragene Bodendenkmale im Sinne des Bayerischen Denkmalschutzgesetzes (BayDSchG). Nachforschungen und gezieltes Sammeln von Funden sind erlaubnispflichtig, Zufallsfunde sind den Denkmalbehörden anzuzeigen.